# International Management Institute (Inde)
International Management Institute (IMI) est une école de commerce, située à New Delhi en Inde. L'institut propose des formations universitaires superieurs comme des MBA, un programme de doctorat et plusieurs programmes destinés à la formation des cadres.

## Historique
IMI est la première entreprise sponsorisée par une école de commerce. Elle est parrainée par les principales entreprises de business indiennes, dont RPG Enterprises, Williamson Magor, Nestlé, ITC, Steel Authority of India, BOC, Tata Chemicals et de nombreuses autres. IMI a été lancée en 1981 en collaboration avec l'Institut International de Management de Genève (actuellement l'Institut International pour le développement du Management(IMD) à Lausanne).

## Programme académique
Post Graduate Diploma in Management (PGDM)
Un programme de deux ans approuvé par le AICTE (All India Council for Technical Education), le conseil des études techniques.
Post-Graduate Diploma in Management - Human Resources (PGDM – HR)
Un programme de deux ans approuvé par le AICTE
Executive Post Graduate Diploma in Management (Executive PGDM)
Une formation de 15 mois reconnu par le gouvernement indien. Ce programme s'adresse au cadres d'entreprises ayant déjà une expérience professionnelle.
Post-Graduate Diploma in Management (PGDM - en temps partielle)
Une formation de trois ans pour les cadres d'entreprises. Ce programme est approuvé par le AICTE et le gouvernement indien.

## Procédure d'admission
Les tests d'admission pour le IMI sont conduits par le Common Admission Test (CAT). l'Institut accepte aussi GMAT les étudiants étrangers et ceux qui ne résident pas en Inde. Hormis les résultats, les candidats sont également évalués dans des groupes de discussion et des interviews pour les admissions.

## Des centres d'excellence à IMI
IMI a mis en place des centres d'excellence pour étudier les zones trans-sectorielles pour améliorer les connaissances et leurs applications concrètes. Les recherches de ces centres sont prioritairement destinés au domaine social, à l'innovation et aux technologies pour résoudre la pauvreté.